# Thalassoma purpureum
Girelle hublot
 (décembre 2021).
La mise en forme du texte ne suit pas les recommandations de Wikipédia : il faut le « wikifier ».
Les points d'amélioration suivants sont les cas les plus fréquents :
- Les titres sont pré-formatés par le logiciel. Ils ne sont ni en capitales, ni en gras.
- Le texte ne doit pas être écrit en capitales (les noms de famille non plus), ni en gras, ni en italique, ni en « petit »…
- Le gras n'est utilisé que pour surligner le titre de l'article dans l'introduction, une seule fois.
- L'italique est rarement utilisé : mots en langue étrangère, titres d'œuvres, noms de bateaux, etc.
- Les citations ne sont pas en italique mais en corps de texte normal. Elles sont entourées par des guillemets français : « et ».
- Les listes à puces sont à éviter, des paragraphes rédigés étant largement préférés. Les tableaux sont à réserver à la présentation de données structurées (résultats, etc.).
- Les appels de note de bas de page (petits chiffres en exposant, introduits par l'outil «  Source ») sont à placer entre la fin de phrase et le point final[comme ça].
- Les liens internes (vers d'autres articles de Wikipédia) sont à choisir avec parcimonie. Créez des liens vers des articles approfondissant le sujet. Les termes génériques sans rapport avec le sujet sont à éviter, ainsi que les répétitions de liens vers un même terme.
- Les liens externes sont à placer uniquement dans une section « Liens externes », à la fin de l'article. Ces liens sont à choisir avec parcimonie suivant les règles définies. Si un lien sert de source à l'article, son insertion dans le texte est à faire par les notes de bas de page.
- La présentation des références doit suivre les conventions bibliographiques. Il est recommandé d'utiliser les modèles {{Ouvrage}}, {{Chapitre}}, {{Article}}, {{Lien web}} et/ou {{Bibliographie}}. Le mode d'édition visuel peut mettre en forme automatiquement les références.
- Insérer une infobox (cadre d'informations à droite) n'est pas obligatoire pour parachever la mise en page.

Pour une aide détaillée, merci de consulter Aide:Wikification.
Si vous pensez que ces points ont été résolus, vous pouvez retirer ce bandeau et améliorer la mise en forme d'un autre article.
Espèce
Thalassoma purpureum, la Girelle hublot, est une espèce de girelles originaire du Sud-Est de l'océan Atlantique à travers les océans Indien et Pacifique, où elle habite les récifs et les côtes rocheuses dans les zones de forte action des vagues à des profondeurs allant de la surface jusqu'à 10 m de profondeur. Cette espèce est d'une importance mineure pour la pêche commerciale locale mais peut être trouvée dans le commerce des aquariums.

## Description
Thalassoma purpureum présente huit épines et de douze à quatre rayons mous à sa nageoire dorsale et trois épines et de dix à douze rayons mous à sa nageoire anale. Ce poisson peut atteindre 46 cm de longueur totale et 1,2 kg de poids. Elle a un corps assez profond et comprimé latéralement et une paire de dents en forme de canines à l'avant de sa mâchoire inférieure. Les femelles sont verdâtres avec leur museau marqué d'un « V » rouge foncé. Les mâles sont de couleur bleu verdâtre avec deux bandes rougeâtres brillantes le long de leurs flancs et ils ont une grosse tête avec un museau émoussé qui est bleu verdâtre avec des marques rose-violet. Elle est très similaire au Labre de Christmas (Thalassoma trilobatum), en particulier les femelles, mais Thalassoma purpureum a une tête plus grosse et aucune tache sur la tête.

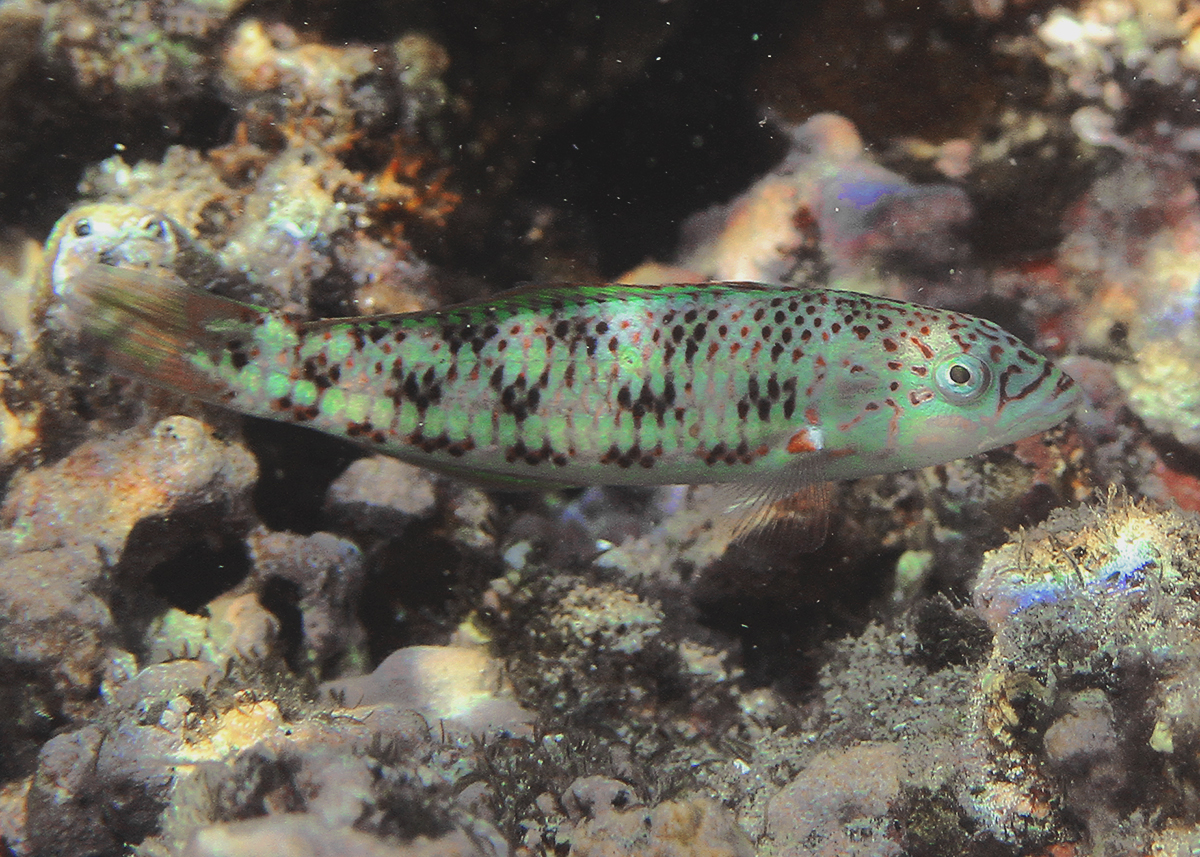
Jeune individu en phase initiale.
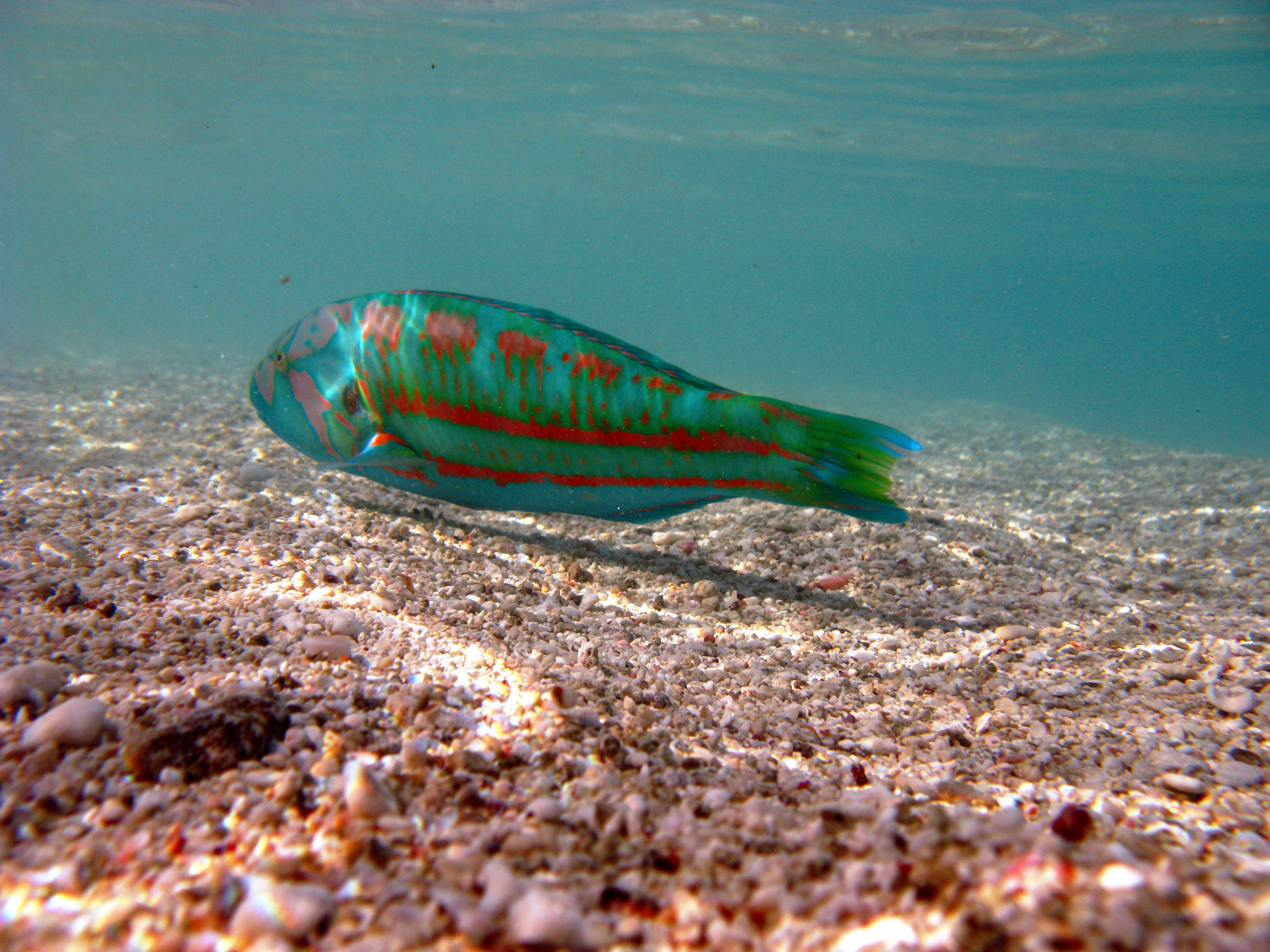
Individu en phase intermédiaire (femelle).
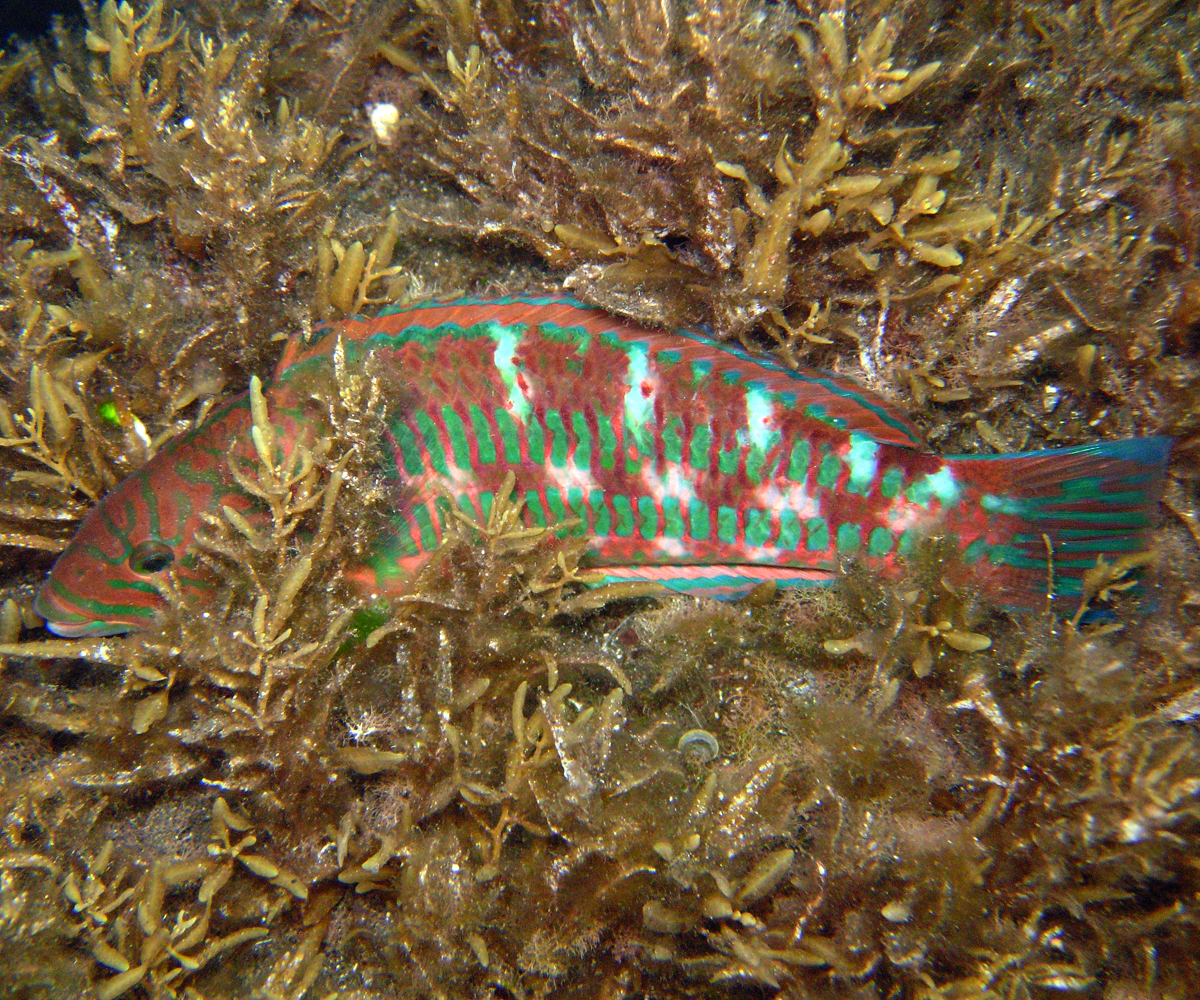
Individu mâle mature en phase terminale.

## Distribution
Thalassoma purpureum a une large distribution indo-pacifique qui s'étend marginalement dans l'Atlantique sud-est le long de la côte de l'Afrique du Sud. Sa principale répartition dans l'océan Indien s'étend du sud de la mer Rouge jusqu'à l'Afrique du Sud en passant par les îles de l'océan Indien et les côtes de l'Asie jusqu'à l'océan Pacifique où elle s'étend au nord jusqu'au Japon et au sud jusqu'à l'île Lord Howe, les îles Kermadec et les îles Rapa et à l'est jusqu'au Panama dans le Pacifique oriental,.

## Habitat et biologie
Thalassoma purpureum se trouve dans la zone de surtension des platiers extérieurs et sur les marges des récifs coralliens et rocheux. On le trouve normalement à des profondeurs de moins de 10 m. Il vit en groupes de femelles qui sont répartis sur de vastes étendues de récif et qui sont dominés par quelques mâles qui deviennent beaucoup plus gros que les femelles. C'est une espèce carnivore qui se nourrit de petits invertébrés tels que les crabes, les oursins, les ophiures et les mollusques, ainsi que les petits poissons et les vers polychètes. C'est un hermaphrodite protogyne, les femelles changent de sexe pour devenir des mâles et c'est un reproducteur pélagique.

## Systématique
L'espèce Thalassoma purpureum a été formellement décrite pour la première fois sous le nom de Scarus purpureus en 1775 par l'explorateur, orientaliste et naturaliste suédois Pehr Forsskål (1732-1763) qui a donné la localité type comme Djeddah. Lorsque William Swainson décrivait le genre Thalassoma en 1839, il désigna Scarus purpureus comme son espèce type.
Ce taxon porte en français les noms vernaculaires ou normalisés suivants : Girelle hublot,, Marra,, Tamarin,.
Thalassoma purpureum a pour synonymes :
- Julis aeruginosus Valenciennes, 1839
- Julis cyanogaster Valenciennes, 1839
- Julis erythrogaster Valenciennes, 1839
- Julis punctatus Seale, 1901
- Julis quadricolor Lesson, 1828
- Julis semicoeruleus Rüppell, 1835
- Julis umbrostygma Rüppell, 1835
- Scarus georgii Bennett, 1830
- Scarus georgiiquarti Bennett, 1841
- Scarus purpuratus Shaw, 1803
- Scarus purpureus Forsskål, 1775
- Thalassoma berendti Seale, 1901
- Thalassoma immanis Fowler, 1900
- Thalassoma purpurea (Forsskål, 1775)
- Thalassoma purpurem (Forsskål, 1775)
- Thalassoma semicaeruleus (Rüppell, 1835)
- Thalassoma semicoeruleus (Rüppell, 1835)
- Thalassoma umbrostigma (Rüppell, 1835)
- Thalassoma umbrostygma (Rüppell, 1835)